# Darrel Charles Herbert Plowes
Darrel Charles Herbert Plowes (* 4. April 1925 in Estcourt; † 19. Oktober 2016 in Mutare) war ein südafrikanischer Naturforscher und Botaniker. Sein offizielles botanisches Autorenkürzel lautet „Plowes“.

## Leben
Nach dem Besuch der Estcourt High School 1941 arbeitete er ein Jahr lang als Diamantensucher in den Consolidated Diamond Mines. 1943 trat er in den Militärdienst der Union Defence Force ein und wurde dort in einem Corps für Vermessung und Luftbildkartierung ausgebildet. Ab September 1944 war er der 5. US-Armee zugeteilt und bis 1945 in Italien stationiert.
Nach seiner Rückkehr nach Südafrika studierte er an der Witwatersrand-Universität und erlangte einen Abschluss als Bachelor of Science in Landwirtschaft, Bodenschutz und Ökologie. Anschließend arbeitete er an der Matopo Research Station im damaligen Rhodesien. Ab 1949 war er als Regionaldirektor für die Provinz Manicaland tätig und arbeitete da bis 1982. Nach mehrjähriger Arbeit im Ausland war Plowes ab 1995 wieder in Mutare tätig.
Plowes betrieb sein Leben lang Feldforschungen und sammelte seltene Pflanzen. Unter anderem entdeckte er die in Südafrika endemische Euphorbia clivicola. Einige von ihm entdeckten Tier- und Pflanzenarten wurden nach ihm benannt, so zum Beispiel: Typhlosaurus plowesii, Bathyergus janetta plowesii, Aloeides plowesii, Dierama plowesii, Aloe plowesii und Huernia plowesii.
Sein ganzes Leben hatte er sich der Erforschung der Stapelienartigen gewidmet. Die Forschungsreisen führten ihn dabei in achtzehn Länder. Seine Tätigkeit ist durch mehr als 6.000 Herbarexemplare in den Herbarien von Harare, Pretoria und Kew belegt. Er ist einer der Gründer des Mutare-Museums in Simbabwe und war auch Mitglied des Kuratoriums.
Er war Mitglied der Cactus and Succulent Society of America und der Aloe, Cactus und Succulent Society von Simbabwe.